# 海韻 (電影)
《海韻》是1974年的台灣文藝電影，相關場景取材自徐志摩的同名新詩，鄧麗君主唱本片同名主題曲〈海韻〉，主角蕭芳芳在西班牙第五屆國際海洋影展奪得最佳女主角鏗魚獎。本片由李行執導，香港文藝影業公司出品。

## 劇情
故事發生在七十年代的台北，以及當時尚未升格的中和鄉，秦漢飾演的江濤是大學工讀生，柯俊雄飾演的兄長是賭徒，五年前大嫂雲纖（胡燕妮飾）因不滿丈夫賭性難改而離開台灣，改嫁珠寶商（崔福生飾）後回到台灣，殊不知繼女宋丹妮（蕭芳芳飾）正與江濤談戀愛，雲纖一直編造來自新加坡的身份因而被揭露，並引起江濤與宋丹妮之間的誤會……

## 外部連結
- 開眼電影網上《海韻》的資料（繁體中文）
- 香港影庫上《海韻》的資料（繁體中文）
- 时光网上《海韻》的資料（简体中文）
- 豆瓣电影上《海韻》的資料 （简体中文）
- 互联网电影数据库（IMDb）上《海韻》的资料（英文）